# Oskořínek
Oskořínek település Csehországban, a Nymburki járásban. Oskořínek Nový Dvůr, Chleby, Hrubý Jeseník és Jíkev településekkel határos. Lakosainak száma 548 fő (2024. január 1.).

## Népesség
A település lakosságának változását az alábbi diagram mutatja:
| Lakosok száma | 969  | 830  | 876  | 703  | 611  | 535  | 537  | 559  | 533  | 548  |
|               | 1869 | 1900 | 1921 | 1961 | 1980 | 2011 | 2016 | 2019 | 2021 | 2024 |